# 王新欣
王新欣（1981年4月27日—），已退役的中国足球运动员，主要司职攻击型前卫。

## 俱乐部生涯
王新欣是2001年辽宁青年队打入甲B联赛的绝对主力，次年球队因为中国足球一家俱乐部不能拥有两支甲级队的规定被转让组建为葫芦岛宏运，不过王新欣和徐亮两个中场核心被辽宁一队签下进入顶级联赛。
2005年王新欣被辽宁队租借到深圳健力宝効力並有机会首次参加亚冠联赛。
2008年中超联赛结束后，辽宁队降级，王新欣随即提出转会得到俱乐部同意，最终以400万元加盟天津泰达成为2009年赛季转会期的标王。
2016赛季二次转会期间，王新欣宣布退役并准备前往葡萄牙进修教练执照。
| 體育角色    | 體育角色                    | 體育角色    |
| ----------- | --------------------------- | ----------- |
| 前任： 曹阳 | 天津泰达队长 2011年－2015年 | 繼任： 宗磊 |